# Французи в Чили
Французите в Чили (на испански: franco-chileno; на френски: Franco-Chilien) са етническа група в Чили.

## Численост и имиграция
Повечето от френските имигранти се настаняват в страната между 1875 и 1895 г. Между октомври 1882 г. и декември 1897 г. 8413 французи живеят в Чили, съставлявайки 23% от имигрантите (на второ място след испанците) през този период.
През 1875 г. броят достига 3000 души или 12% от около 85 000 чужденци в страната. Изчислено е, че 10 000 французи живеят в Чили през 1912 г., което е 7% от всички 149 400 французи, живеещи в Латинска Америка.
В днешно време общо 500 000 французи живеят в страната.

## Религия
Всички французи в страната изповядват християнството.

## Известни личности
- Мишел Бачелет
- Кристиан де ла Фуенте
- Аугусто Пиночет